# مؤتمر الكويت الدولي لإعادة إعمار العراق
مؤتمر الكويت الدولي لإعادة إعمار العراق تم الإعلان عنه بعد شهرين من انتهاء الحرب على داعش، بينما لا يزال المدنيون في مناطق مختلفة من البلاد يعانون من تبعات هذه الحرب.

## الإفتتاحية
افتتحت أعمال المؤتمر باجتماع الخبراء الرفيعين بمشاركة المدير العام للصندوق الكويتي للتنمية الاقتصادية العربية والأمين العام لمجلس الوزراء العراقي ورئيس صندوق إعادة إعمار المناطق المتضررة من العمليات الإرهابية في العراق والمدير العام للصندوق العربي للإنماء الاقتصادي والاجتماعي.
وينظر هذا الاجتماع في خطط التعافي وإعادة إعمار المناطق المتضررة في العراق، والاحتياجات التمويلية وتقدير الخسائر، إلى جانب البعد الاجتماعي لإعادة الإعمار وإعادة التأهيل الاجتماعي في تلك المناطق.
واستضافت العاصمة الكويتية هذا المؤتمر على مدى ثلاثة أيام، بمشاركة أكثر من سبعين جهة ما بين دول ومنظمات دولية وإقليمية. ووفقا للبرنامج الذي أعلنته الكويت، فإن الجلسة الرئيسية للمؤتمر ستعقد في اليوم الأخير، حيث يجتمع وزراء خارجية الدول المانحة ويعلنون المساهمات المالية والبيان الختامي.
بلغت تعهدات الدول المشاركة في مؤتمر الكويت لإعادة إعمار العراق إلى 30 مليار دولار في اليوم الثالث والختامي. وستكون هذه المساعدات على شكل قروض وتسهيلات ائتمانية واستثمارات تقدم للعراق من أجل إعادة بناء ما دمرته الحرب.
وصلت تعهدات الدول المانحة في اليوم الثالث والختامي لمؤتمر إعادة إعمار العراق المنعقد في الكويت، إلى نحو 30 مليار دولار، بينما يأمل العراق في أن يحصل على تعهدات بنحو 88 مليار دولار في نهاية اليوم.
وفي تصريح صحفي، قال وزير الخارجية الكويتي الشيخ صباح الخالد الصباح الذي تستضيف بلاده المؤتمر، إن «التزام المجموعة الدولية حيال العراق كان واضحا خلال المؤتمر» مع مبلغ إجمالي قيمته 30 مليار دولار.
وأضاف أن «هذا المبلغ نتج عن زخم واسع من مشاركة 76 دولة ومنظمة إقليمية ودولية 51 من الصناديق التنموية ومؤسسات مالية إقليمية ودولية و107 منظمة محلية وإقليمية ودولية من المنظمات غير الحكومية و1850 جهة مختصة من ممثلي القطاع الخاص».
وفي أول رد فعل على الإعلان قال وزير الخارجية العراقي إبراهيم الجعفري «كنا نأمل بمبلغ أكبر».

## التعهدات
وقررت الكويت تخصيص ملياري دولار للعراق، بينما تعهدت السعودية بتخصيص مليار دولار لمشاريع استثمارية في العراق و500 مليون دولار إضافية لدعم الصادرات العراقية.

وتعهدت جمعيات خيرية كويتية بتقديم أكثر من 57.500 مليون دولار لإعادة إعمار العراق، فقد تعهدت جمعية السلام الخيرية بتقديم 15 مليون دولار خلال مؤتمر المنظمات غير الحكومية لدعم الوضع الإنساني في العراق، وجمعية العون المباشر بتقديم 10 ملايين دولار، وجمعية النجاة الخيرية بتقديم 10 ملايين دولار، والجمعية الكويتية للإغاثة بتقديم 10 ملايين دولار، وجمعية الهلال الأحمر بتقديم 2.5 مليون دولار، والهيئة الخيرية الإسلامية بتقديم 10 ملايين دولار، خلال مؤتمر المنظمات غير الحكومية لدعم الوضع الإنساني في العراق.
وأعلن محمد قرقاش وزير دولة الإمارات للشؤون الخارجية تقديم دولة الإمارات لدعم جديد بقيمة 500 مليون دولار للمساهمة في الجهد الدولي لإعادة إعمار العراق.

وأعلنت بريطانيا أنها ستمنح العراق تسهيلات ائتمانية في مجال الصادرات تصل إلى مليار دولار سنويا ولمدة عشرة أعوام.
وكان وزير الخارجية الأمريكي ريكس تيلرسون قد أعلن خلال مشاركته في المؤتمر عن توقيع اتفاقية بين مصرف التجارة الخارجية الأمريكي والعراق لمنح بغداد قروضا بنحو ثلاثة مليارات دولار.
كما قالت وزيرة خارجية الاتحاد الأوروبي فيديريكا موغيريني إن الاتحاد ستقدم 400 مليون دولار على شكل مساعدات إنسانية، بعد يومين من تعهد منظمات غير حكومية في اليوم الأول من المؤتمر بتقديم 330 مليون دولار على شكل مساعدات أيضا.

## الفساد والإرهاب
بينما تعلن الحكومات عن مساهماتها في مشروع إعادة الأعمار، سعى العراق الذي عانى في السنوات الأخيرة من انخفاض أسعار النفط، إلى طمأنة واستقطاب المستثمرين في القطاع الخاص الممثل في اجتماع الكويت بأكثر من ألفي شركة ورجل أعمال.
وقال رئيس الهيئة الوطنية للاستثمار سامي الأعرجي أمام ممثلين عن هذا القطاع إن «العراق مفتوح أمام المستثمرين»، مشيرا إلى أن بغداد تعرض الاستثمار في أغلب القطاعات، من الزراعة إلى النفط.